# アロース・コルトンAOC
アロース・コルトン （Aloxe-corton）は、ブルゴーニュワインの1つ。

## 概要
アロース・コルトン村を中心に東隣のラドワ＝セリニー村と、北西に接するペルナン＝ヴェルジュレス村のそれぞれ一部を含むAOCが、AOCアロース・コルトンである。122haの畑で生産されるワインは、ピノ・ノワール種ぶどうによる赤ワインが多いが、白ワインも少量ながら生産されている。